# Silene akiyamae
Silene akiyamae là loài thực vật có hoa thuộc họ Cẩm chướng. Loài này được Rajbh. & Mitsuo Suzuki mô tả khoa học đầu tiên năm 2007.